# هوانگ کوانگ‌هی
هوانگ کوانگ‌هی (کره‌ای: 황광희؛ زادهٔ ۲۵ اوت ۱۹۸۸) که بیشتر با نام کوانگ‌هی (انگلیسی: Kwanghee) شناخته می‌شود، خواننده، بازیگر و مجری تلویزیونی اهل کره جنوبی است. او در سال ۲۰۱۰ به عنوان یکی از اعضای گروه پسرانه زی:آ فعالیتش را آغاز کرد.